# 末廣町 (臺中市)

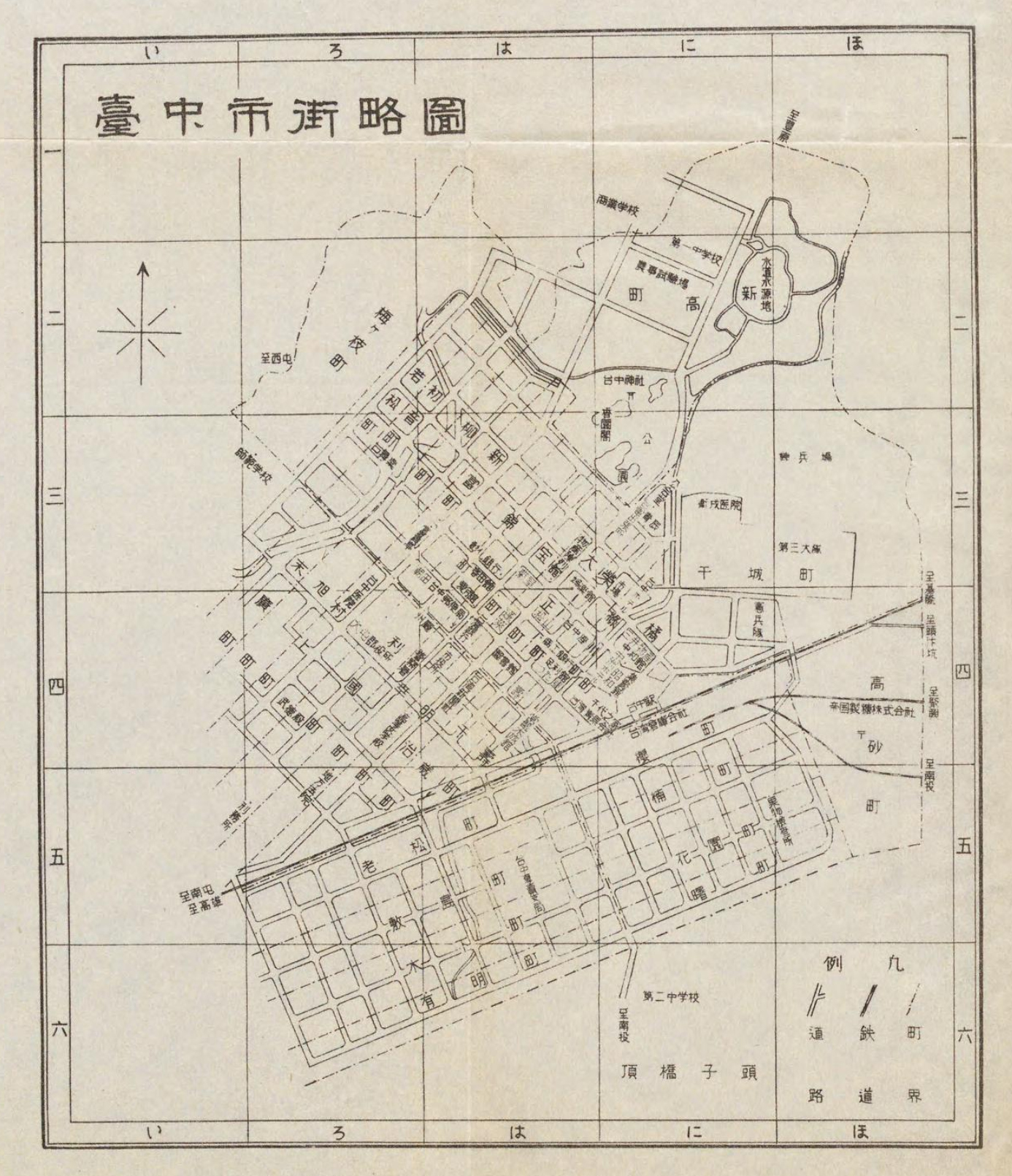
臺中市街略圖

末廣町為台灣日治時期臺中州臺中市的町，分為九丁目，在川端町之東、旭町之西；其最初在1916年公告為通稱町名，在1926年4月1日的町名改正公告中才正式設立，原臺中市大字的臺中改為31個町。

## 町內設施
四丁目
- 臺灣總督府內務局烏溪治水工事事務所
- 陸軍墓地

五丁目
- 旭町消費市場（現臺中市第五市場）